# Onciale 0232
- Papyrus
- Onciale
- Minuscules
- Lectionnaire

Le Codex 0232 (dans la numérotation Gregory-Aland), est un manuscrit du Nouveau Testament sur parchemin écrit en écriture grecque onciale.

## Description
Le codex se compose d'une folio. Il est écrit en une colonne par page, de 20 lignes par colonne. Les dimensions du manuscrit sont 10 x 9 cm,. Les paléographes datent ce manuscrit du Ve siècle ou VIe siècle.
C'est un manuscrit contenant le texte incomplet de Deuxième épître de Jean (1-9).
Le texte du codex représenté type alexandrin. Kurt Aland le classe en Catégorie II. 
Le manuscrit a été examiné par Colin R. Roberts en 1950.
Lieu de conservation
Il est conservé au Ashmolean Museum (P. Ant. 12) à Oxford,.